# Joëlle Mogensen
Pour les articles homonymes, voir Mogensen.
Joëlle Mogensen, née le 3 février 1953 à Long Island dans l'État de New York (États-Unis) et morte le 15 mai 1982 à Paris 19e, est une chanteuse américaine, membre du groupe pop français Il était une fois, dont elle est la « locomotive » jusqu'en 1979, lorsqu’elle entame une carrière solo.

## Biographie

### Origines
Joëlle Choupay-Mogensen est la fille d’Herbert Choupay-Mogensen, diplomate danois de l'Unicef (ayant des origines française et allemande), et d'une mère française, Claudia Cadoux, née en Syrie,. Joëlle est donc de nationalité américaine. Elle a trois sœurs cadettes : Dominique, née en 1954, Natasia (née en 1957) et Katja (née en 1962).

### Études
Jusqu'à l'âge de neuf ans, elle vit aux États-Unis puis, jusqu'à seize ans, à Copenhague (sa mère est enceinte de Katja lorsque la famille part, Katja étant la seule enfant du couple à être née dans le pays natal de son père),, au Danemark, où son père a souhaité retourner. Elle fait ses études dans une école catholique où son talent pour le chant est remarqué par une des sœurs. Elle montre également des prédispositions pour la natation et le volley-ball. À quinze ans, elle devient choriste de la radio nationale danoise,.
En 1969, elle suit ses parents en France, à Grimaud dans le Var, et s'inscrit à l'école des Beaux-arts de Marseille.

### Rencontre avec Serge Koolenn et Richard Dewitte
La même année, attablée avec sa sœur Dominique à la terrasse d'un café du port de Saint-Tropez, ville où elle chante dans les discothèques pendant les vacances, elle fait la connaissance de deux musiciens de Michel Polnareff, le guitariste Serge Koolenn et le batteur Richard Dewitte (Riton), arrivés sur le port à bord de la Ford Mustang du chanteur. Entre elle et Serge, c'est le coup de foudre. À la fin des vacances, le couple se sépare, Serge Koolenn devant remonter à Paris où il vit chez sa mère. Au bout de six mois, la jeune fille le rejoint et le couple emménage dans un petit appartement à Colombes.
En 1970, à la suite de la dépression de Michel Polnareff, en panne d'inspiration, Serge Koolenn et Richard Dewitte se retrouvent au chômage. Pour faire bouillir la marmite, ils travaillent dans une boîte de nuit : Richard est derrière la sono, Serge et Joëlle derrière le bar. Ces derniers sortent, en 1971, un tout premier simple – Sonne, carillonne – où ils chantent en duo, mais le disque reste confidentiel.

### L'époque d'Il était une fois
Ensemble, ils créent, en novembre 1971, à Paris, le groupe Il était une fois, avec Lionel Gaillardin, Bruno Walter et Christian Burguière (ces deux derniers remplacés plus tard par Jean-Louis Dronne et Daniel Schnitzer).
En 1972, Joëlle remporte, devant trois mille concurrents, le concours « Futures vedettes », organisé par le magazine Salut les copains et Pathé-Marconi. Cette victoire ouvre à la chanteuse les portes du monde du spectacle et permet au nouveau groupe de trouver un éditeur et d'enregistrer un premier album, Rien qu'un ciel, quelques mois plus tard. C'est un tel succès que le groupe est appelé à participer à sa première émission de télévision en compagnie de Sacha Distel et de passer à l'Olympia en première partie de Salvatore Adamo.
Pendant la période 1972-1978, leur succès est porté par quatre albums, Rien qu'un ciel (1972), La rage aux poings (1974), Ils vécurent heureux (1975) et Pomme (1978), l'album américain du groupe. J'ai encore rêvé d'elle (1975) et Viens faire un tour sous la pluie (1975) sont leurs plus gros tubes, devant leurs autres titres : Ne bouge pas, ne change pas (1975), Tourne la page (1977), Il a juste besoin d'un bateau (1977), Pomme (1978), Mescalino (1979) et La clé des cœurs (1979). Leur plus grand succès, J'ai encore rêvé d'elle, chanté en duo par Joëlle et Richard Dewitte, donne à penser à certains admirateurs que les deux sont amants ou mariés. À l'étranger, les disques du groupe se vendent très bien, notamment au Japon, où il est rebaptisé « Joëlle et son orchestre ».
À la télévision, Joëlle fraye avec l'« équipe à Jojo » (Joe Dassin), aux côtés de Carlos, Dave, Jeane Manson et France Gall, bande de copains que le chanteur aime avoir avec lui sur le plateau des émissions télévisées de Maritie et Gilbert Carpentier. Elle a rencontré Joe Dassin et ses musiciens en février 1977 à l'Olympia.
Joëlle est l'icône du groupe, tous les regards se portent sur elle, parfois même aux dépens des autres membres. Photogénique et télégénique, elle est prise dans l'engrenage médiatique et se coupe peu à peu de ces derniers. Ses absences aux répétitions se multiplient et elle conteste avec virulence les décisions prises lorsqu'elle n'est pas là. Le succès lui est monté à la tête, elle est devenue capricieuse.
Lorsque Richard Dewitte annonce qu'il quitte le groupe, celui-ci éclate au cours de l'été 1979 (Joëlle et Serge Koolenn étaient déjà séparés depuis six mois). La chanteuse, qui aime toujours Serge, même s'il est parti avec une autre, tombe alors en dépression et s'installe dans un studio à Neuilly-sur-Seine.

### Carrière solo
Fin 1979, elle signe seule un contrat avec Eddie Barclay. Sortent, en 1980, l'album solo Joëlle tout court, en 1981, le 45 tours Homme impossible, et trois jours après sa mort en 1982, le 45 tours Aime-moi. L'accueil du public est timide, malgré la chanson Tu sonnes, qui plaît. « Il n'y a plus personne, pour lui écrire paroles et musique », constate Philippe Jaenada, « des avions comme Serge Koolenn ou Richard Dewitte, [...] elle ne chante plus que des choses simplettes et nunuches ».
En avril 1981, elle tente une carrière d'animatrice de télévision en présentant l'émission de variétés Tout nouveau tout beau, programmée en seconde partie de soirée sur Antenne 2. La première émission est consacrée au chanteur Daniel Balavoine, au groupe Clin d'œil et à Laurent Voulzy. Il n'y en aura pas d'autres, la chanteuse en est grandement affectée. Selon Jean-Christophe Averty, un professionnel de l'audiovisuel, l'émission aurait dû être programmée en première partie de soirée, horaire où la chanteuse aurait retrouvé son public,.
Joëlle fait sa dernière apparition télévisée en juin 1981 lors de l'émission Midi Première de Danièle Gilbert, avec le groupe Sparks et Karen Cheryl.

### Mort

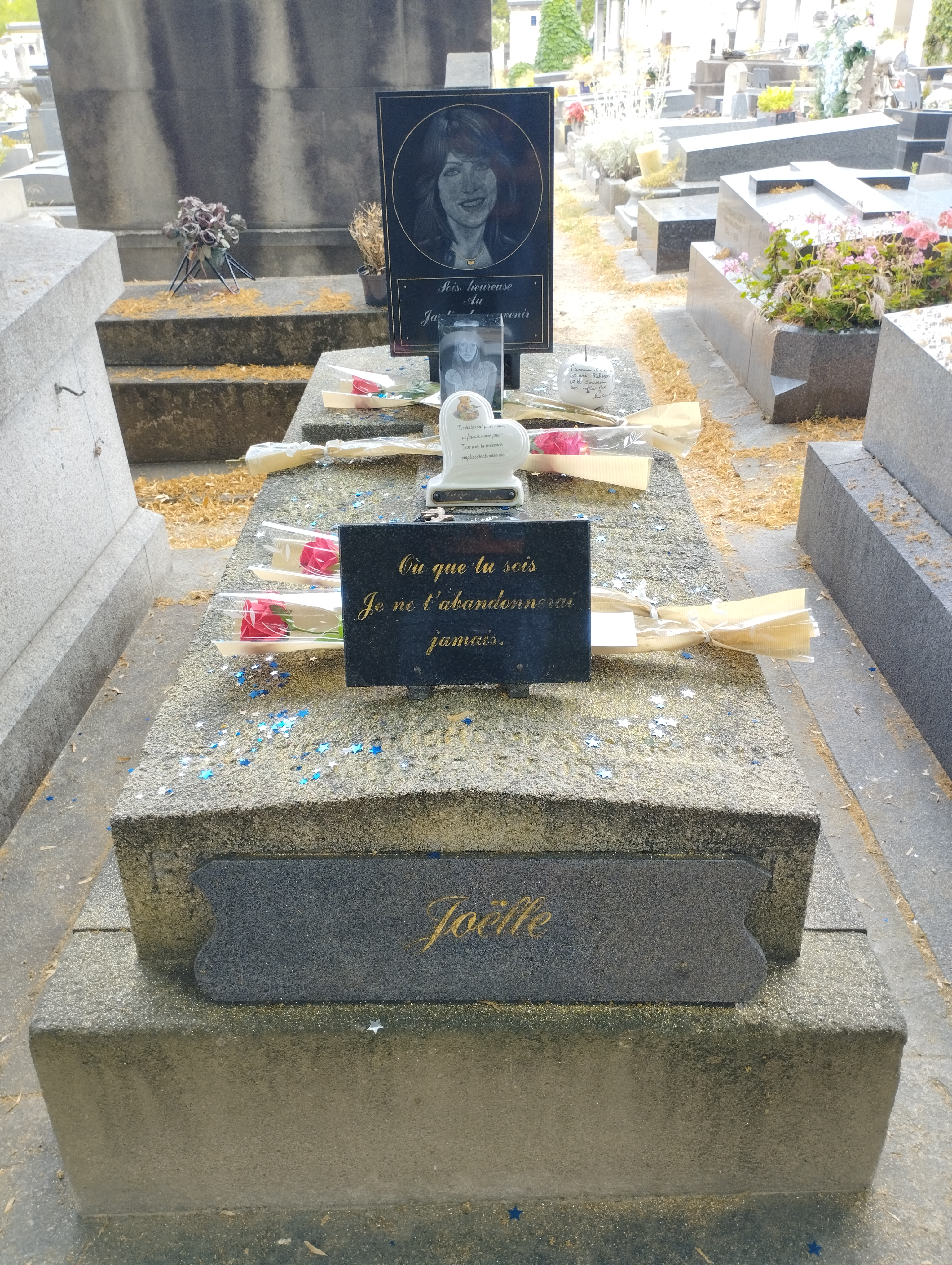
Tombe de Joëlle Mogensen au cimetière du Montparnasse (division 7).

Le 14 mai 1982, la chanteuse se rend chez ses sœurs à Neuilly-sur-Seine. Elle passe ensuite la nuit avec des amis au second étage d'un appartement situé au 1 bis, rue Curial, dans le 19e arrondissement de Paris. Le lendemain matin, elle est retrouvée morte, elle avait alors 29 ans. Elle aurait été victime d'un œdème aigu du poumon d'après l'autopsie, cependant les circonstances et les causes de sa mort restent controversées. Antonin Nicol, son biographe, évoque « une malformation cardiaque de naissance » comme origine du décès, tandis que Richard Dewitte attribue celui-ci à la prise d'une dose de « quelque chose d'extrême » fournie par un revendeur,. Cependant, en 2022, ce dernier affirme qu'elle est morte d'une malformation cardiaque et non pas d'une overdose.
Joëlle Mogensen est enterrée au cimetière du Montparnasse (division 7) dans le tombeau de la famille de sa mère, la famille Taupinot. Sur la stèle, l'épitaphe « Sois heureuse au jardin du souvenir – 1982 » est gravée sous son portrait.

## Discographie

### En collaboration

#### Albums
- Il était une fois (LP 1972)
- Ils vécurent heureux (LP 1975)
- Tourne la page (LP 1977)
- Pomme (LP 1978)

#### Singles
- Rien qu'un ciel (45 tours 1972)
- Les filles du mercredi (45 tours 1973)
- Que fais-tu ce soir après dîner ? (45 tours 1973)
- Chanson de Maurin (paroles et musique Francis Lemarque) (chanson du feuilleton télévisé L'Illustre Maurin) (45 tours 1973)
- Quand tu partiras (45 tours 1973)
- Compte sur tes doigts (45 tours 1974)
- C'était l'année dernière (45 tours 1974)
- Douce nuit, sainte nuit (45 tours 1974)
- J'ai encore rêvé d'elle (45 tours 1975)
- Viens faire un tour sous la pluie (45 tours 1975)
- Toi, et la musique (45 tours 1976)
- Je suis mélodie (45 tours 1977)
- Tourne la page (45 tours 1977)
- Il a juste besoin d'un bateau (45 tours 1977)
- Pomme (45 tours 1978)
- Mann, Schau Mich Mal An (version allemande de Pomme) (45 tours 1978)
- Impazzirò (chanson en italien pour le festival Sanremo '79) (45 tours 1979)
- Mescalino (45 tours 1979)
- La clé des cœurs (45 tours 1979)

#### Bande originale de film
- La Rage aux poings (bande originale du film La Rage au poing) musique du film composée et dirigée par Éric Demarsan et Dominique Perrier dont 4 titres interprétés par Il était une fois) (LP 1974)

#### Inédit
- La clé des cœurs (version inédite « spécial mix télé » 1979)

### Solo

#### Albums
- Joëlle...tout court : Flo (Claude Lemesle, Mogensen, Pierre Billon) / T'as Raison (Lemesle, Mogensen, Billon) / Marianophobe Et Beatleman (Lemesle, Billon) / C'est Fini N'en Parlons Plus (Christian Gaubert, Billon) / Bienvenue A Bord (Maurice Vallet, Paul-Jean Borowski) / Rien Que Pour Ça (Bruno Victoire, Lemesle, Billon) / J'm'engueule Toute Seule (Lemesle, Peter Dibbens, Mike Shepstone) / Tu Sonnes (Billon, Dibbens, Shepstone) / 13 Ans (Lemesle, Billon) / Mon Pays C'est Les Gens (Vallet, Borowski) / Rideau (Gaubert, Lemesle) / Générique (Mogensen, Billon) (33 tours) Barclay – 96110 (1980)
- Joëlle...tout court : Kochira kissui no Paris (E.Takizawa, Joëlle, Doll) / Flo (Claude Lemesle, Mogensen, Pierre Billon) / T'as Raison (Lemesle, Mogensen, Billon) / Marianophobe Et Beatleman (Lemesle, Billon) / C'est Fini N'en Parlons Plus (Christian Gaubert, Billon) / Bienvenue A Bord (Maurice Vallet, Paul-Jean Borowski) / Rien Que Pour Ça (Bruno Victoire, Lemesle, Billon) / J'm'engueule Toute Seule (Lemesle, Peter Dibbens, Mike Shepstone) / Tu Sonnes (Billon, Dibbens, Shepstone) / 13 Ans (Lemesle, Billon) / Mon Pays C'est Les Gens (Vallet, Borowski) / Rideau (Gaubert, Lemesle) / Générique (Mogensen, Billon) (33 tours) Barclay – K28P-45 (1980) (Pressage Japonais)

#### Singles
- Sonne, carillonne (Serge Koolenn) / Je rêve (Serge Koolenn) (duo avec Serge Koolenn avant la formation du groupe) (45 tours) EMI / Pathé / Pathé-Marconi C 006-11488 (1971)
- La fille de l'univers (Richard Gachner, D. Rosi, Pierre-André Dousset) / Le trèfle à quatre feuilles (Serge Koolenn) La chanson "La fille de l’univers" fut interprétée par Joëlle dans le cadre des présélections au concours de l’Eurovision 1972 (45 tours) Pathé / EMI 2C006-12 214 M (1972)
- Tu sonnes (Pierre Billon, Peter Dibbens, Mike Shepstone) / Flo (Claude Lemesle, Joëlle Choupay-Mogensen, Pierre Billon) (unique single extrait du LP Joëlle tout court) (45 tours) Barclay 62 691 (1980)
- Kochira kissui no Paris (E.Takizawa, Joëlle, Doll) / Mon Pays C'est Les Gens (Vallet, Borowski) (unique single extrait du LP Joëlle tout court pressage Japonais) (45 tours) Barclay K07S-7009 (1980)
- Homme impossible (Bertrand Chatenet, Daniel Labat) / Interview (Éric Estève, Claude Morgan) (45 tours) Barclay 100 110 (1981)
- Aime-moi (Joëlle Choupay-Mogensen, Jean Hikke) / Il m’appelle (David Woodshill, Joëlle Choupay-Mogensen) (45 tours) Barclay 100 220 (1982)

#### Inédits
- Bienvenue à bord (version inédite enregistrée le 13 décembre 1979 - 1979)
- Comme le soleil en hiver (duo inédit enregistré le 13 décembre 1979 - 1979)
- Tout le monde sauf toi (inédit de 1980 mixé en 2012 et en attente de sortie à ce jour - 1980)
- Vous les hommes (inédit de 1980 mixé en 2012 et en attente de sortie à ce jour - 1980)
- Kochira kissui no Paris (45 tours inédit en France, sorti exclusivement au Japon 1980)
- Rose sur mes joues (inédit 1981 enregistré lors des séances d'enregistrement d'Homme impossible mais jamais sorti à ce jour)
- Over (Tu sonnes en anglais) (inédit de 1980 mixé avec des arrangements différents de l'original le 13 décembre 2013 et en attente de sortie à ce jour)

#### Vidéo
- Maritie et Gilbert Carpentier : Les Grands Duos - La Cassette d'Or (Cassette VHS) (L'Amérique de Dassin interprété par Joe Dassin, Jeane Manson, Carlos et Joëlle)

#### Participation
- Le Petit baisenville (duo avec Carlos sur son album Une journée de Monsieur Chose) (LP 1974)